# 미금시
미금시(渼金市)는 경기도에 있었던 행정 구역이다. 1995년 1월 1일 남양주군과 통합하여 도농복합시인 남양주시로 통합되었다. 서울의 인접 지역으로, 현재 남양주시의 행정 중심지이다. 시청사는 현재의 남양주시청사 건물이다.

## 연혁
- 1979년 5월 1일 : 양주군 미금면이 미금읍으로 승격하였다.
- 1980년 4월 1일 : 남양주군이 양주군에서 분리되어, 남양주군 미금읍이 되었다.
- 1989년 1월 1일 : 미금읍이 미금시로 승격하여 남양주군과 분리되었다.

| 법률 제4050호        |                                                       |
| 구 행정구역          | 신 행정구역                                           |
| 남양주군 미금읍 일원 | 미금시 도농동, 지금동, 양정동, 금곡동, 평내동, 호평동 |

- 1995년 1월 1일 : 미금시와 남양주군을 통합하여 남양주시를 설치하였다.

## 같이 보기
- 남양주시